# Airtox
Airtox er en dansk producent af sikkerhedssko, der blev etableret i 2014. Det blev grundlagt af Henrik Boe Wiingaard-Madsen, som også havde startet selskabet HKSDK, der også havde arbejds- og sikkerhedssko som det primære produkt. Skoene bliver designet i København, produceret i Taiwan og samlet i Kina.

## Markedsføring
Selskabet er blevet kendt for et stort marketingsbudget, som er blandt Danmarks ti største..
I forbindelse med branden i Børsen d. 16. april fik firmaet meget stor eksponering, da Airtox havde en reklame hængende på stilladset.